# Rafael Silva dos Santos
Rafael Silva dos Santos (sinh ngày 8 tháng 10 năm 1990), hay Rafael Silva hoặc Rafa Silva, là một cầu thủ bóng đá người Brasil thi đấu ở vị trí tiền đạo cho Dalian Transcendence.

## Danh hiệu
Ituano
- Campeonato Paulista: 2014

Vasco da Gama
- Campeonato Carioca: 2015